# Каринайнен

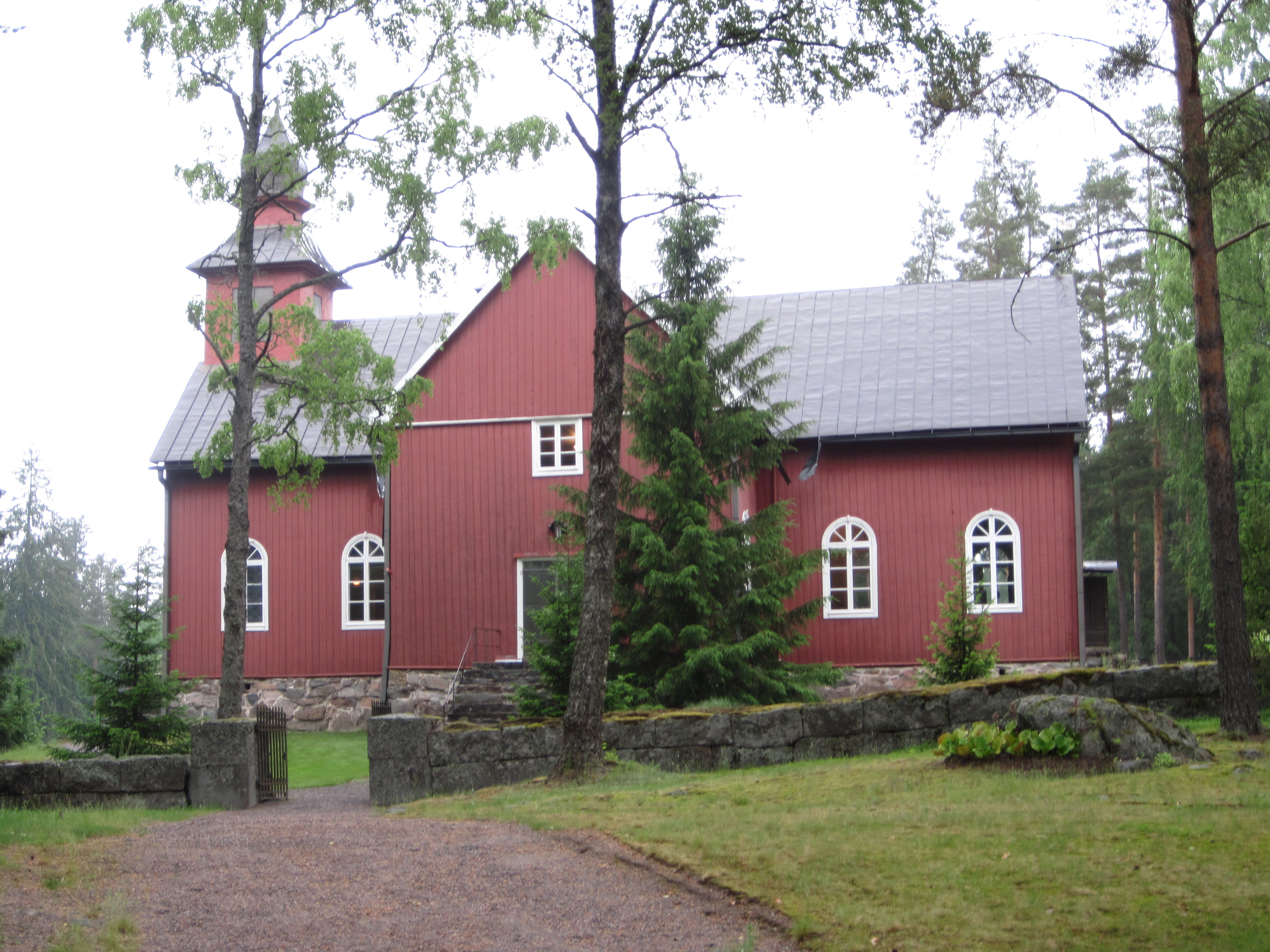
Церковь волости Каринайнен, 2011

Каринайнен (фин. Karinainen, швед. Karinais) это бывшая финская волость, расположенная в провинции Варсинайс-Суоми. Каринайнен была основана в 1872 году, отделившись от Марттила. В 2004 году в волости проживало 2 457 человек, а площадь составляла 92,41 км², из которых 0,09 км² приходилось на водные объекты. Плотность населения составляла 26,73 человек.
Соседними волостями были Аура, Марттила, Меллиля, Пойтья и Тарвасйоки
В начале 2005 года волость Каринайнен объединилась с волостью Пёутюя, переняв её название. В начале 2009 года волость Юляне также присоединилась к Пёутюя. Редакция еженедельной газеты Auranmaan Viikkolehti находится в деревне Кюрё волости Каринайнен.

## Известные уроженцы
- Вяйне Аалтонен (1894—1966), скульптор
- Ялмари Эскола (1886—1958), легкоатлет, призер Олимпийских игр
- Эльза Тилканен (1896—2006), долгожительница
- Лаури Тилканен (р. 1987), актер[2]
- Вилхо Тилканен (1885—1945), велогонщик